# Klepaczanki

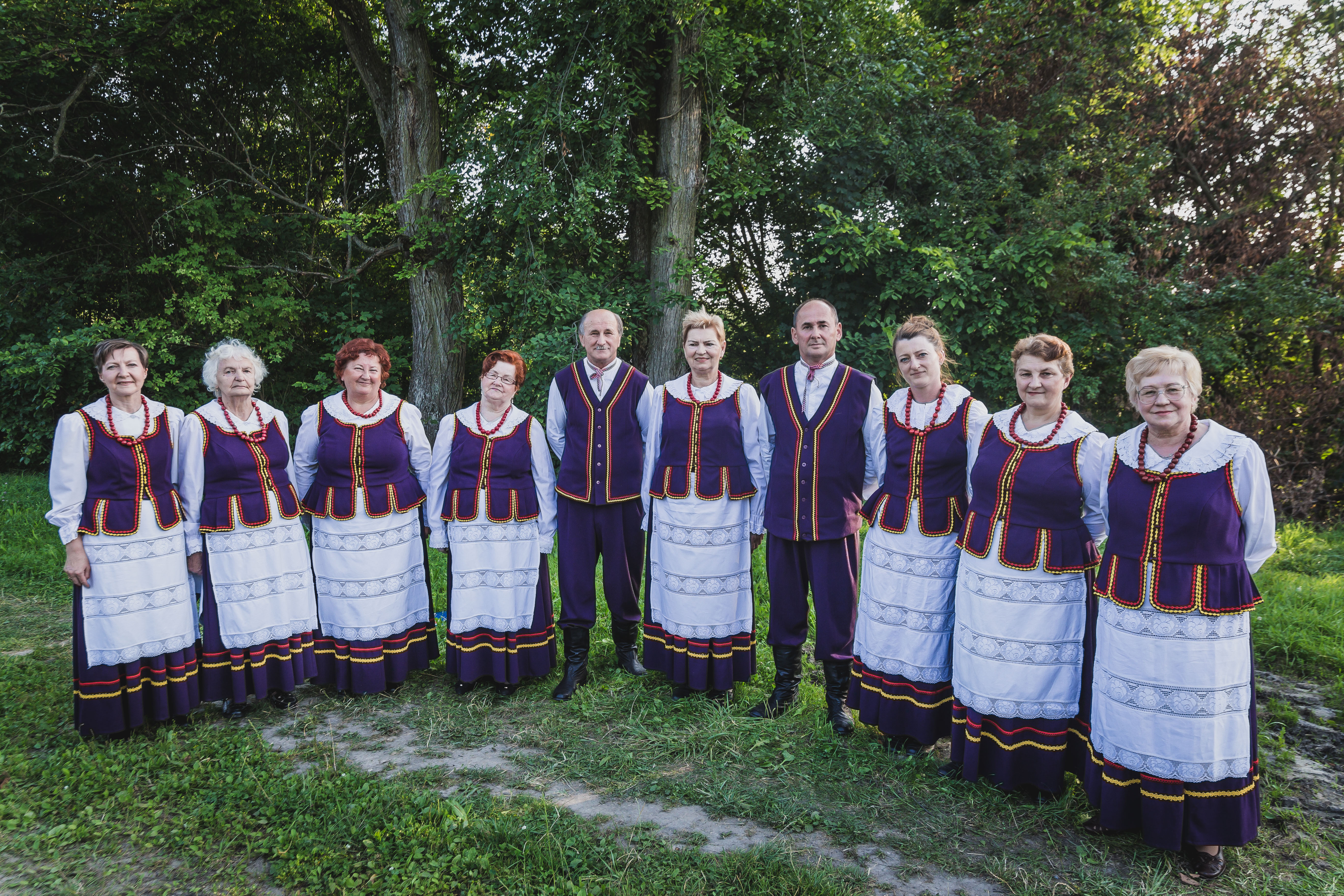
Klepaczanki

Klepaczanki – powstały w 1985 roku zespół folklorystyczny działający we wsi Klepacze. Repertuar zespołu oparty jest na starych piosenkach ludowych, przyśpiewkach okolicznościowych, pieśniach patriotycznych i religijnych.
Zespół uczestniczy w licznych przeglądach folklorystycznych, a także – jako żeńska drużyna strażacka „samarytanek” przy OSP w Klepaczach – strażackich, m.in. w Warszawie, Becejłach, Ciechocinku. W swoim dorobku mają wiele nagród i wyróżnień, koncerty na Litwie i Ukrainie oraz płytę pt. Z konopielką – wiosenne kolędowanie.
Pierwszym mecenasem Klepaczanek był nieżyjący już Eugeniusz Topolewicz, obecnie zespół działa pod opieką Miejsko-Gminnego Centrum Kultury w Choroszczy.
Z okazji dwudziestolecia zespołu staraniem Miejsko-Gminnego Centrum Kultury w Choroszczy została wydana płyta kompaktowa zespołu pod tytułem Klepaczanki. Nagrań dokonano w 2004 roku w Studio Apollo Records w Białymstoku.